# Человек в чёрном (Остаться в живых)
Человек в чёрном (англ. The Man in Black, также известный как Дымовой монстр и Лжелокк) — один из основных героев американского драматического телесериала канала ABC «Остаться в живых». Он является самой загадочной личностью на протяжении всего сериала, так же, как и его брат — Джейкоб. Сначала персонаж был представлен как столб чёрного дыма, который способен на невероятные вещи. В шестом сезоне выясняется, что у  "Человека в Чёрном нет имени", поскольку мать не успела его назвать, и то, что он — человек, принимающий облик чёрного дыма, а также других людей. Большинство мистических явлений на острове было спланировано им, в том числе и призраки некоторых умерших людей. На Comic Con 2011 выяснилось, что Человека в Черном зовут Барри, но это всего лишь шутка .

## Биография персонажа
Человека в Чёрном и его брата Джейкоба родила девушка по имени Клаудия, которая попала на остров после кораблекрушения. При родах ей помогала женщина, которая явно давно жила на острове. Когда Клаудия родила, неизвестная женщина убила её и воспитала детей сама. Человек в Чёрном и Джейкоб жили обычной жизнью на острове со своей лже-матерью. Узнав, что на острове есть другие люди, они расспрашивали о них у матери, пока она не отвела детей к источнику в пещере — к сердцу острова. Однажды Человек в Чёрном увидел призрак своей настоящей матери, которая сказала ему, что её убила их лже-мать. Позже он разбудил Джейкоба и предложил пойти с ним к другим людям, сказав, что это женщина не их мать. Джейкоб набросился на него и они начали драться, пока их не разняла «Мать». Брат Джейкоба всё равно ушёл к тем людям, а Джейкоб остался. (Через море)

## Через 30 лет
Через 30 лет Джейкоб пошёл посмотреть, что делает его брат, и когда тот увидел его, он подошёл и предложил поиграть в сенет. Во время игры брат сказал Джейкобу, что «Мать» была права в том, что люди жадные и ненадёжные. Он говорит, что нашёл путь с острова, а когда Джейкоб не верит, он кидает свой кинжал и тот примагничивает к колодцу. Он говорит, когда они находят места, где металл ведёт себя странно, они копают. Он вновь предлагает Джейкобу пойти с ним, но тот говорит, что это его дом, на что брат отвечает: «Но не мой». Джейкоб возвращается к матери и рассказывает всё. «Мать» находит брата Джейкоба, встречает в колодце и прощается с ним, а потом она оглушает его, зарывает колодец и убивает его людей. Очнувшись, брат Джейкоба видит зарытый колодец, видит дым, бежит туда и находит всех своих людей мёртвыми, а лагерь разрушенным. Он находит свой кинжал, приходит в пещеру и убивает «Мать». Она перед смертью говорит, что не отпускала его, так как любит его. Она умирает, а пришедший Джейкоб, видя, что сделал его брат, впадает в ярость и избивает его. Потом Джейкоб тащит брата к источнику и говорит, что он теперь на её месте. Брат говорит Джейкобу, что она сказала, что они не смогут друг друга убить, а Джейкоб говорит, что он его не убьёт, а отпустит, как он хотел. Джейкоб бросает брата, тот теряет сознание и течением его относит к свету вглубь пещеры. Через мгновение оттуда вырывается чёрный дым и улетает прочь. Позже Джейкоб находит тело брата возле ручья, относит его в пещеру, и кладёт его вместе с матерью. (Через море)
После брат Джейкоба потерял свою плоть, мог обращаться столбом чёрного дыма и принимать облик других людей. (Он принимал облик Изабеллы, Кристиана Шепарда, Йеми, Паука Медузы, Джона Локка и Алекс)

## Человек в черном (XIX век)
Человек в черном пришёл на берег у статуи, где в это время завтракал Джейкоб. Он увидел корабль на горизонте и сказал, что знает, что их привёл Джейкоб. Он сказал, что Джейкоб всё ещё пытается доказать ему, что он не прав. Он приводит людей на остров, и всегда это кончается одним. Потом он спрашивает, знает ли Джейкоб, как сильно он хочет убить его. Получив утвердительный ответ, он говорит, что когда-нибудь он найдёт лазейку. После этого он уходит. (Инцидент). Когда «Чёрная скала» потерпела крушение на острове, и капитан начал убивать пленников, в числе которых был Ричард Алперт, Человек в чёрном в облике чёрного дыма убил всех на корабле, кроме Ричарда. После Человек в чёрном пришёл к Ричарду и сказал, что они в аду, и для того чтобы спасти свою жену, Ричард должен убить дьявола. Человек в чёрном накормил его и дал ему свой кинжал, чтобы Ричард убил Джейкоба. После возвращения Ричарда Человек в чёрном понял, что Джейкоб жив и спросил у Ричарда знает ли он, что если он пойдёт с ним, то больше не увидит жену. Ричард сказал да и передал ему белый камень, который дал ему Джейкоб. Человек в чёрном говорит, что если он когда-нибудь передумает, его предложение в силе и отдаёт крестик Изабеллы. После он сидит на бревне с видом на долину, к нему приходит Джейкоб и спрашивает, получил ли он подарок, а Человек в чёрном говорит, чтобы не злорадствовал. Джейкоб спрашивает, почему он хотел убить, а он отвечает, что просто хочет уйти и просит его отпустить. Джейкоб говорит, что пока он жив этому не бывать, а Человек в чёрном говорит, что это и есть причина, почему он хочет его смерти. Джейкоб говорит, что на его место придёт другой, а он говорит, что он и его убьёт. Джейкоб даёт ему бутылку вина, чтобы скоротать время, и говорит увидимся и уходит. Человек в чёрном отвечает «раньше, чем ты думаешь» и разбивает бутылку. (С начала времён)

## В облике Изабеллы
После того как дым убил всех и оставил только Ричарда, он принял облик его жены Изабеллы и приходит к Ричарду, а потом они слышат звук монстра и она убегает, и там кричит, а потом замолкает. Тем самым он разыграл представление перед Ричардом, чтобы вынудить его убить Джейкоба. (С начала времён)

## В облике дымового монстра
Чёрный дым появляется, когда «Чёрная скала» терпит крушение на острове. Он убивает весь экипаж и подлетает к Ричарду и сканирует его жизнь, а потом исчезает. (С начала времён)
Потом он появляется в 1988 и нападает на членов французской экспедиции и убивает Надин, а потом затаскивает Монтанда в своё логово под Храмом. (Остров смерти)
После катастрофы рейса 815 монстр даёт о себе знать в первую же ночь, когда выжившие слышат из джунглей звуки и видят падающие деревья. На следующий день с ним столкнулись Джек, Чарли и Кейт, когда пошли на поиски транссивера. Послышались его звуки, и кто-то вырвал пилота из кабины. После они убегали от него, и, когда начинается дождь, он улетает. (Пилот 1 часть).
Через три дня, когда Локк пошёл на охоту, он столкнулся с ним, но монстр ничего ему не сделал, а Локк стоял перед ним, даже не думая о том, чтобы бежать. (Поход).
Ещё через три недели монстр появился в галлюцинации Буна. Он преследовал Буна и Шеннон. Они сбежали от первого нападения, но монстр вернулся и поднял в воздух, а после убил Шеннон и исчез. (Разум и чувства).
Через три недели, когда Джек, Кейт, Локк, Хёрли, Арцт и Руссо шли за динамитом по Тёмной территории, монстр напал на них, и они спрятались за большими деревьями. Руссо сказала, что это охранная система острова. На обратном пути, когда группа несла динамит, монстр снова напал на них. Поднялся шум, и монстр стал вырывать деревья с корнем. Все побежали, кроме Локка, который думал, что он ничего ему не сделает, как и в прошлый раз, но в этот раз монстр схватил Локка и попытался затащить его в свою нору, но Локка спасло то, что его держал Джек, а потом Кейт бросила в отверстие динамит, и дымок улетел (Исход)
В следующий раз монстр появился в серии (23-й псалом), когда Мистер Эко и Чарли шли к самолёту наркоторговцев. Чарли залез на дерево, а Эко остался на земле. Монстр вырвал пару деревьев и подлетел к Эко. А Эко, несмотря на предупреждение Чарли, остался стоять на месте. Дым подлетел и остановился перед ним и начал сканировать его жизнь. Когда камера проходит сквозь дым, видны фрагменты из флэшбэков Эко. Через минуту дым уменьшился и улетел.
Через 72 дня после крушения монстр вновь появился. Сначала, когда Эко шёл к самолёту наркоторговцев и остановился у ручья, монстр появился за спиной Эко, но как только Эко повернулся, монстр исчез. Позже, заманив Эко на полянку с помощью образа Йеми, монстр появился, и Эко, как и в прошлый раз, стоял на месте, но в этот раз монстр напал и несколько раз ударил Эко о деревья. Он улетел, а Эко позже умер. (Цена жизни)
День восемьдесят второй после катастрофы. Монстр появляется, когда Кейт и Джульет обнаружили, что они в наручниках посреди джунглей. Они слышат его звук и прячутся за деревьями, а монстр появился перед ними и после странных вспышек улетел. А утром вернулся, но они успели зайти за защитное ограждение, и поэтому когда он подлетел, ударился о невидимую стену и издал визг (возможно он испытал боль при столкновении), после чего поспешно скрылся (Брошенные).
День девяносто седьмой. После того, как Кими застрелил Алекс, Бен скрылся в потайной комнате и вызвал монстра. Когда тот прилетел, он напал на наёмников с корабля и неизвестно, что он с ними делал, но он всего лишь ранил одного, стрелявшего в него. Наёмник вскоре умер. (Облик грядущего)
Когда Бен вернулся на остров, он сказал, что его должен судить монстр. Он его вызвал, как и тогда три года назад, но он не появился, и тогда они с Локком пошли к нему. Они спустились в нору под Храмом, и Бен провалился на нижний уровень, а когда Локк пошёл найти что-нибудь, чтобы его вытащить, появился монстр. Струйки дыма появились через решетку в полу и образовались в одно целое. Монстр окружил Бена и стал показывать ему фрагменты из его жизни про Алекс, а после монстр скрылся так же как и появился.
После гибели Джейкоба в комнату под статуей, где находился Локк пришли телохранители Джейкоба. Брам выстрелил в него, а после Локк спрятался и на входе появился монстр. В него начали стрелять, а он в ответ убил людей Брама, а когда подлетел к нему, то ничего не смог сделать, так как тот стоял в кругу пепла. Монстр ударил колонну, кусок потолка упал, и камень выбил Брама из круга. После этого монстр его убил. (Аэропорт Лос-Анджелеса)
Дым появился в разных местах острова. У дома, где находился Сойер в ДХАРМовиле, в джунглях, где искал нож. Когда он его нашел, то превратился в Локка. (Заместитель)
Монстр появляется в серии (Закат). Он на закате врывается в Храм и убивает людей, которые там остались. В Храме находятся Илана, Сун, Майлз, Лапидус и Бен, но они успевают уйти до того, как монстр их увидит. А Клер, Кейт и Саида монстр не трогает. Они отсиживаются в яме и у источника.
Монстр появляется на острове Гидры. Саид отключает электричество, а пока Джек спасает друзей, Монстр врывается на территорию и убивает Симуса и еще несколько человек из команды Уидмора. (Кандидат)
Черный дым уносит Ричарда в джунгли (Ради чего они погибли)

## В облике Кристиана Шепарда
Кристиан сразу после крушения просит Винсента разбудить его сына Джека (Итак, все начинается)
Он приходит к Джеку и, когда Джек бежит за ним, то находит пещеры с пресной водой. (Поход), (Белый кролик)
Херли, когда отстал от группы, набрел на хижину и, заглянув, увидел Кристиана в кресле-качалке.(Начало конца)
Кристиан появляется перед Клэр ночью. Он качает Аарона. Она с удивлением спрашивает «Отец?» и уходит с ним в джунгли (Счастливая привычная жизнь)
Когда Локк заходит в хижину Джейкоба, он видит Кристиана, который говорит, что может говорить от имени Джейкоба. Он просит Локка никому не говорить, что видел здесь Клэр и просит передвинуть остров. (Отшельник)
На корабле перед взрывом Майкл видит Кристиана, который говорит «Теперь ты можешь уйти». Майкл спрашивает «Ты кто?», и корабль взрывается. (Долгожданное возвращение)
Когда Локк падает в колодец, Кристиан дает ему совет посадить колесо на ось и повернуть. Он говорит, что не Бен должен был крутить колесо, а сам Джон. Он так же подтверждает слова Ричарда о том, чтобы вернуть Шестерку Ошеаник Джону придется умереть. А когда Локк сажает колесо и крутит и происходит вспышка, Кристиан просит его передать привет его сыну. (Остров смерти)
Когда Сун и Лапидус в 2007 приходят в Казармы в поисках Джина, они встречают Кристиана, который показывает им фотографию новичков DHARMA за 1977, на которой они видят Джина и других друзей. Кристиан потом уходит и говорит им, чтобы ждали Локка (Намасте)

## В облике Йеми
После спасения Эко от белого медведя, Йеми привиделся Эко. Он сказал, что ему пора исповедаться. Палатка, в которой находился Эко, загорелась, но его успели спасти. Потом Эко уходит к самолету наркоторговцев к телу своего брата, а после того, как вся группа спускается на станцию, Эко остается снаружи и встречает своего брата. «Йеми» говорит, что Эко должен исповедаться во всём, что совершил. Эко же ответил, что не будет исповедоваться, потому что не согрешил. Он сказал «брату», что не чувствует своей вины в том, что делал, поскольку всё делал ради него. В ответ «Йеми» сказал: «Ты говоришь со мной, словно я твой брат», и ушёл. А когда Эко последовал за ним, встретил монстра, который убил его. (Цена жизни)

## В облике паука Медузы
Когда Никки узнала, что Пауло присвоил их бриллианты, она отвела его в джунгли и бросила на него паука медузы и, когда его парализовало, послышался шум монстра и он, приняв облик паука, укусил Никки (Разоблачение).

## В облике Джона Локка
После того, как тело Джона Локка привезли на остров, человек в черном принял его облик. Он мог помнить воспоминания настоящего Локка. К нему подходит Илана, и тот спрашивает у неё, чьи лодки стоят у берега. Она отвечает, что не знает, а вообще их было три, но одну забрали пилот и какая-то девушка и уплыли. Локк говорит, что последнее, что он помнит — это как он умер. Локк приходит к Цезарю и говорит, что прожил здесь более 100 дней и многое знает об этом месте. Он уезжает, но как вернулся сам не поймет. Цезарь рассказывает о том, что было в самолете после вспышки, а Локк говорит, что знает, как вернулся на остров. Цезарь приводит его к раненным пассажирам рейса 316, и Локк, глядя на Бена, говорит, что этот человек его убил (Жизнь и смерть Джереми Бентама). Бен приходит в себя, а Локк сидит рядом с ним и приветствует Бена «в мире живых». (Обратной дороги нет). Бен был весьма удивлен, хоть и сказал, что верил в воскрешение Локка. Бен сказал, что вернулся на остров, чтобы его судил монстр. Позже Локк захотел узнать, почему Бен убил его, а когда тот рассказал, Локк сказал, что поможет ему предстать перед судом. Они вместе уплывают на главный остров. Когда они приплыли, Локк сказал Бену, что знает, что он хочет предстать перед судом из-за смерти Алекс. Локк спрашивает, чья была идея убить сотрудников ДХАРМы, но Бен не отвечает. Они встречают в Казармах Сун и Фрэнка. Локк убеждает Сун остаться, чтобы она смогла увидеться с Джином. Лапидус уходит, Бен вызывает монстра. В это время Локк куда-то ходил, сказав, что по делу. Когда монстр не появился, Локк сказал, что надо идти к нему и то, что он знает, где живет монстр. Они приходят и спускаются под Храм. Там Бен признается, что Локк прав насчет того, почему он хочет предстать перед судом и говорит, что дальше он пойдет один, но проваливается на уровень ниже. Пока Локк уходит найти что-нибудь, чтобы его вытащить появляется монстр, но ничего ему не делает. Вернувшемуся Локку Бен говорит, что монстр пощадил его. (Мёртвый — значит мёртвый).
Локк, Бен и Сун приходят в лагерь Других на берегу. Ричард не понимает, куда пропал Локк три года назад. Локк говорит, что темнеет, и им надо куда-то сходить. Ричард говорит, что он изменился, Локк в ответ говорит, что это потому, что у него теперь есть цель. Локк просит Бена пойти с ними и говорит, что больше он его проделок не боится. Он обещает Сун вернуть Джина и остальных и уходит. По пути Локк просит отвести его к Джейкобу, и Ричард согласен, так как он их лидер. Локк, Бен и Ричард приходят к самолету наркоторговцев, и Локк даёт инструкции Ричарду: Он должен будет вынуть пулю из ноги человека, который выйдет из джунглей. Он должен будет так же сказать ему, что он обязан вернуть своих людей на остров, но для этого ему придется умереть. Когда из джунглей выходит человек, Локк говорит им, что это он. Локк говорит Бену, что рассчитать время ему помог остров и раскусил Бена, что он никогда не видел Джейкоба. После миссии Ричарда они отправились назад. В лагере Локк обращается ко всем Другим и предлагает им пойти к Джейкобу всем вместе, и те согласны. Утром они уходят, Бен говорит Локку, что Ричард сомневается в том, что он уверен, что делает и говорит, что он на его стороне. Локк говорит, что на самом деле они идут к Джейкобу, чтобы убить его. (Следуй за лидером). Локк говорит Ричарду, что его воскрешение это заслуга Джейкоба, и именно поэтому он идет поблагодарить его. Локк удивлен, почему Бен не сказал Ричарду о плане насчет Джейкоба, но узнав, что Алекс пригрозила Бену смертью, если он не станет слушать Локка, Джон обрадовался и сказал, что Джейкоба должен будет убить Бен.
Локк останавливается на отдых в старом лагере выживших, и там Бен признается Локку, что тогда три года назад, когда они ходили к Джейкобу, он его обманул, так как ему было стыдно, что он ни разу не видел Джейкоба. Локк на вопрос Бена почему именно он должен убить Джейкоба, отвечает, что несмотря на его верное служение острову, у него была опухоль, его дочь погибла у него на глазах, да и ещё он был изгнан. И все это ради человека, которого даже не видел. Когда они приходят к статуе, Ричард противится, чтобы Бен шёл туда, но Локк его останавливает. Они заходят в проем под статуей, Локк даёт Бену нож и говорит, что всё изменится, когда Джейкоб умрёт. Когда они заходят, Джейкоб сразу узнаёт в Локке своего врага и говорит, что тот всё-таки нашёл «лазейку». Локк просит Бена сделать то, что он велел. Джейкоб пытается сказать Бену, что у него есть выбор. После разговора Бен понимает свою бессмысленность и бьет дважды Джейкоба ножом в грудь. Тот говорит «Они идут», а Локк толкает Джейкоба в огонь, и тот сгорает. (Инцидент). После того, как тело Джейкоба сгорает, Локк просит Бена позвать Ричарда. Он уходит, а возвращается с телохранителями Джейкоба. Локк говорит им, что Джейкоб мёртв, и теперь им здесь ничего делать, а когда Брам стреляет, Локк исчезает, и появляется монстр, который убивает Брама и его людей. После Локк вновь появляется и просит прощения у Бена, что видел его таким. Бен понимает, что Локк использовал его, чтобы избавиться от Джейкоба, но Локк говорит, что не заставлял его это делать. Локк также говорит, что когда Бен душил настоящего Локка, у того были мысли, за что он его убивает. Он рассказывает Бену о Локке. Каким он был, и говорит, что он хочет того, что не хотел Джон — уехать с острова. Локк выходит из комнаты под статуей, подходит к Ричарду и говорит ему: «Рад видеть тебя без цепей». Ричард понимает, кто перед ним. Локк его оглушает и уносит в джунгли. (Аэропорт Лос-Анджелеса). «Локк» говорит Ричарду, что облик Локка помог ему подобраться к Джейкобу, ведь Джон Локк был кандидатом и просит вновь присоединиться к нему, но Ричард снова отказывается. «Локк» видит тринадцатилетнего Джейкоба, пугается и, оставив Ричарда, уходит, сказав что они «увидятся раньше, чем ты думаешь».
«Локк» приходит к Сойеру, и тот сразу понимает, что перед ним не настоящий Локк. «Локк» говорит, что он может ответить на главный вопрос: «Почему он здесь?», и просит пойти с ним. Сойер соглашается. Когда они идут, «Локк» вновь видит юного Джейкоба, но теперь и Сойер видит его. «Локк» бежит за ним, но падает. Юноша говорит, что по правилам он не сможет «его» убить. «Локк» кричит «только я знаю, что могу». Он возвращается, и они продолжают путь. Они приходят к краю скалы и спускаются по лестнице. Там «Локк» спасает Сойера от падения, и они попадают в пещеру. «Локк» показывает Сойеру надписи на стенах и потолке. Почти все вычеркнуты. Он говорит, что писал это Джейкоб, который считал себя защитником острова. Он вёл всех на остров, ища себе замену. «Локк» дает ему три варианта: Ничего не делать, и тогда твоё имя вычеркнут; занять его место, став защитником этого острова (Локк также говорит, что этот остров незачем защищать) или уехать с острова, но сделать они могут это только вместе. Сойер говорит, что согласен на третий вариант. (Заместитель).
Локк приходит к Клэр, и она представляет его Джину как своего друга, хотя и знает, что это не Джон (Маяк). Локк отправляет Клэр в Храм передать послание Догену. Локк встречает Саида, который сразу вонзает ему кинжал в грудь, но Локк его вытаскивает и спрашивает, почему он это сделал. Саид рассказывает, что Доген сказал, что он зло во плоти. Локк говорит, что Доген знал, что Саид не сможет его убить и думал, что он убьёт Саида. И это уже не в первый раз, когда Доген хочет убить Саида чужими руками. Он говорит Саиду, что просто хочет, чтобы он передал сообщение обитателям Храма. Локк взамен обещает ему вернуть его любимую. После того, как Саид передал послание и убил Догена, Локк в облике дыма убил всех, кто остался в Храме. А после он уходит с теми, кто перешёл на его сторону, Саидом, Кейт и Клэр прочь от Храма. (Закат).
Бен копает себе могилу, приходит Локк и говорит, что подбирает людей, чтобы уйти с острова, а когда они уедут, то Бен будет главным на острове. Он освобождает его и уходит, сказав, что ждёт его на острове Гидры. (Доктор Лайнус). Локк отсылает Сойера на разведку на остров Гидры, а пока разбивает лагерь на поляне. Локк спасает Кейт от Клэр, а после рассказывает Кейт, что это он виноват. Клэр без Аарона была опустошена, и он дал ей объект для ненависти, сказав, что её сын у Других в Храме, и это всё вылилось на Кейт. Но он думает, что всё наладится. Потом он показал ей, куда отправил Сойера и сказал, что его мать была сумасшедшей, и от этого у него столько проблем. (Описав мать настоящего Локка) Он говорит, что мать Аарона теперь тоже такая же. Вернувшись, Сойер ему рассказал, что на том острове Уидмор, и о сделке с ним, а Локк поблагодарил его за верность. (Разведка).
Локк видел, как Ричард пришёл и выкопал крестик Изабеллы и как его отговорил Хёрли помочь остановить черный дым (С начала времен). Локк говорит Джину, что он найдет Сун, чтобы всем вместе уплыть. Он уходит, оставляя Саида за главного, а сам приходит к Сун и говорит, что нашёл Джина и он с ним и предлагает идти с ним, но Сун не верит ему и убегает. Локк оставляет Сун и идёт в свой лагерь, где видит, как все лежат. Их усыпили, Джина нет. Локк собирается с Саидом плыть на Гидру, и говорит Клэр, что её имени нет в пещере на стене, но в самолете места всем хватит. Клэр спрашивает про Кейт, но Локк говорит, что её имени тоже нет, но она должна посадить в самолет трёх важных людей, а потом ему всё равно, что будет с ней. Сойеру Локк говорит, что они плывут за Джином. Локк появляется на берегу Гидры, видит звуковое ограждение и просит Уидмора отдать Джина, но тот говорит, что не знает об этом ничего. Локк говорит, что «на острове грядет война. Вот она и началась». Локк возвращается и говорит, что Саид остался, чтобы выяснить, что в запертой каюте подлодки. (Посылка).
Локк говорит Сойеру и Кейт, которые обеспокоены тем, что нет никаких попыток вернуть Джина, что он ждёт когда придут Джек, Хёрли и Сун. Приходит Саид и отводит Локка к Десмонду. Десмонд говорит, что его похитили и здесь обработали потоком электромагнитной энергии. Но Десмонд думает, что он настоящий Джон Локк. Локк отпускает Саида, а сам идёт с Десмондом к колодцу. По пути они видят юного Джейкоба, тот улыбается и убегает. Локк рассказывает, что колодец, у которого они стоят, был сделал очень давно и не ради воды. Люди искали ответы, почему в некоторых местах стрелки компаса и металл вели себя странно, а Уидмора интересует власть. Локк спрашивает, почему он не боится, а когда Десмонд говорит, что не видит в этом смысла, Локк толкает его в колодец. Когда Локк возвращается, к ним приходят Джек, Хьюго, Сун и Фрэнк и говорят, что хотят поговорить. Хёрли говорит, что не хочет, чтобы кто-то пострадал, и Локк отдает свой нож. Тогда все выходят, и Джек с удивлением и страхом смотрит на Локка (Все любят Хьюго). Локк просит разговора с Джеком, и они уходят в джунгли. Локк говорит Джеку, что в образе его отца был он, потому что хотел, чтобы он нашёл воду. Локк говорит, что он всегда хотел, чтобы все они улетели с острова.
Утром в лагерь приходит Зоуи и требует отдать Десмонда, иначе они нанесут ракетный удар, и дала рацию, но когда она ушла, Локк разбил рацию. Локк собирает всех, и, дав Сойеру карту, они идут в условленное место. Потом Локк просит Саида убить Десмонда, а сам возвращается и ведёт группу на место, а позже оставляет их, идя назад за Саидом. Локк встречает его и Саид говорит, что он сделал то, что он хотел. Локк ему верит, и они догоняют группу и на берегу находят Джека, который прыгнул с яхты за борт. Вскоре Уидмор начинает обстрел Локка и его людей. Джека контузило, и Локк спасает его. (Последний рекрут). Локк убеждает Джека помочь спасти друзей из клеток Уидмора. После того, как он в облике монстра убил людей Уидмора, а Джек спас друзей, Локк идёт к самолёту, убивает пару охранников, снимает у одного из них часы и находит в самолёте взрывчатку. Локк показывает её выжившим и предлагает уплыть на подлодке. Он незаметно подложил взрывчатку в рюкзак Джека, и, когда они шли к подлодке, Джек столкнул Локка в воду по просьбе Сойера. А когда он вылез, то пошел в сторону Уидморовцев и начал их убивать, а потом якобы не успел на подлодку. Все уплыли, а Локк сказал Клэр, что её счастье, что она не там. Уже ночью они с Клэр стоят у причала. Локк говорит Клэр, что подлодка затонула, но погибли не все, и он отправляется закончить то, что начал. (Кандидат).
Локк пришёл в Бараки, где попросил Бена убить кого-то, а потом убил Зоуи и узнал от Уидмора, зачем он привёз на остров Десмонда. Локк и Бен идут к колодцу. По пути Бен спрашивает, почему он ходит, когда может превратится в дым и улететь, на что он отвечает, что земля под ногами напоминает ему, что он когда-то был человеком. Они обнаруживают, что Десмонда нет в колодце, ему кто-то помог. Локк передаёт слова Уидмора о том, что Десмонд — это последняя надежда Джейкоба. И теперь он найдёт его и с его помощью уничтожит остров. (Ради чего они погибли).
Сойер приходит за Десмондом и обнаруживает, что его там нет. Сойер говорит, что знает о желании Локка уничтожить остров и то, что они больше не кандидаты. Сойер уходит, а Бен спрашивает, правда ли это. Локк говорит, что он хочет потопить остров и предлагает Бену уплыть с ним на яхте. Локк обнаруживает собачий след и находит Десмонда у Бернарда и Роуз. Он угрожает убить их, если он не пойдёт с ним. Десмонд соглашается, и они вместе идут навстречу группе Джека. Они встречаются, и Локк узнает, что Джек новый Джейкоб. Джек говорит, что не может его остановить, и пойдёт с ним, так как он знает, куда они идут. Джек говорит, что убьёт Локка, но как он это сделает — сюрприз. Они доходят до бамбуковой рощи, и Локк, Джек и Десмонд идут дальше одни. Они приходят к источнику и спускают вниз Десмонда. Локк говорит, что это напоминает то время, когда они спорили, нажимать на кнопку или нет. Джек говорит, что он оскорбил память о Локке, взяв его облик. Тот Локк был во всём прав. Локк отвечает, что он ни в чём не был прав, и когда остров пойдет на дно, Джек это поймёт. Когда Десмонд отключает свет в источнике, Локк говорит Джеку, что он ошибся и выходит из пещеры, чтобы добраться до яхты, но Джек выбегает и нападает на него. У него видна кровь, он больше не бессмертный. Джек начинает душить Локка, а он бьёт Джека камнем по голове и убегает. Джек догоняет его у скалы, где пещера Джейкоба с именами, и там начинается их последняя битва, в которой Локк бьёт ножом Джека в бок и хочет перерезать ему горло. Джек сопротивляется, но нож начинает резать шею, как вдруг раздается выстрел, и Локк падает. Стреляла Кейт. Локк говорит, что Джек опоздал. Джек сбрасывает Локка вниз, и он погибает. (Конец).

## В облике Алекс
После того, как Бен упал на нижний уровень под Храмом, а чёрный дым показал ему фрагменты из его жизни и исчез, появилась Алекс. Бен попросил прощения и сказал, что это он виноват. Алекс сказала, что знает и, прижав Бена к колонне, сказала, что знает об идее Бена вновь убить Локка, и велела ему слушать и делать всё, что скажет Локк, иначе она его убьёт. Он пообещал, и Алекс исчезла (Мёртвый — значит мёртвый).

## Защита от монстра
Любой облик монстра не может пройти замкнутый круг из пепла (Аэропорт Лос-Анджелеса). Монстр не может преодолеть ультразвуковое ограждение (Брошенные). В нескольких эпизодах выжившие скрывались от него в переплетениях воздушных корней дерева баньян. (Сердцем и разумом), (Брошенные), В сериях (Поход) и (23-й псалом) монстр не трогал Локка и Эко соответственно, когда они стояли перед ним неподвижно.

## Локации
Монстр, как кажется, демонстрирует различное поведение в различных частях Острова. На Тёмной территории Монстр передвигается, создавая грохот от ударов о землю (Исход), наподобие того, как он ударил Эко (Цена жизни). В районе станции Жемчужина Монстр спокойно «проплывал» между деревьев. При погоне за Кейт и Джульет он появился в виде трёх маленьких облачков, чтобы затем собраться в одно большое (Брошенные), что, возможно, свидетельствует о том, что Монстр может «разделиться» на несколько частей и присутствовать в нескольких местах Острова одновременно. Возможно, это он использовал в 5 сезоне когда в облике Кристиана был в бараках, а в облике Локка на пляже на острове Гидры (Намасте), (Жизнь и смерть Джереми Бентама). В эпизоде (Облик грядущего) Монстр скользит параллельно земле, наподобие змеи, и, кажется, может принимать гигантские размеры; кроме того, видны электрические разряды, проходящие по «телу» Монстра. В серии (Мёртвый - значит мёртвый) Монстр появляется в виде маленьких струек дыма из отверстий плиты, которая расположена в храме. Затем они объединились в единую структуру, закрывшую почти весь пол подземного зала. После этого, Монстр образовал вихрь вокруг Бена, на внутренней части которого проецировались изображения из его прошлого.

## Способности
Монстр способен почти на всё. Он может, паря перед человеком, сканировать его и узнать о человеке, смотря на фрагменты из его жизни (23-й псалом). Может быть человеком и превратиться в дым (кстати, в кадре он ни разу не перевоплощался из человека в дым и наоборот). Пули ему никакого вреда не наносят, как и ножи. Казалось, что когда Саид воткнул в него кинжал в серии (Закат), у него слегка прервалось дыхание. Он может принять облик любого мёртвого человека, чей труп есть на острове (одна загадка, как он принял облик Изабеллы — жены Ричарда, тела которой на острове не было). Но когда умершего человека похоронят, как Локка, то Человек в чёрном становится заперт в его теле, тем не менее он также может принимать облик дымового монстра (Замена). Он не может убить кандидатов сам.

## Звуки монстра
Монстр производит различные звуки, как механического, так и животного происхождения. Первые описывались как: треск, звон, звук трещотки, звук матричного принтера, печатающего квитанции в такси Нью-Йорка, свист воздуха при сбросе высокого давления. Вторые — это рычание, рёв, стрекотание сороки.

## Жертвы Человека в черном
- Так называемая «Мать». Защитница острова и приемная мать Джейкоба и Человека в черном (ещё до смерти в облике Человека в чёрном)
- Все выжившие члены экипажа «Чёрной скалы» кроме Ричарда (в образе монстра)
- Надин и Монтанд (в образе монстра)
- Пилот Сет Норрис (в образе монстра)
- Шеннон в видении Буна (в образе монстра)
- Мистер Эко (в образе монстра)
- Мэйхью (наёмник с корабля, скончался от полученных ран, нанесённых монстром) (в образе монстра)
- Брам и ещё трое людей из команды Иланы (в образе монстра)
- Джейкоб (фактически, он убил его, толкнув ещё живого Джейкоба в костёр) (в образе Локка)
- Человек 15 Других, которые остались в Храме (в облике монстра)
- Симус и ещё несколько человек Уидмора у клеток на станции Гидра (в облике монстра)
- Два охранника, охранявшие самолёт Аджиры (в облике Локка)
- Человека 4 из команды Уидмора, убитые им у подлодки (в облике Локка)
- По сути виновен в смерти Саида, Сун и Джина (подложил в рюкзак Джека С4)
- Зоуи (в облике Локка)
- Джек Шепард (скончался вскоре от раны в боку, нанесённой ему Локком) (в облике Локка)